# Шрафе
Шрафе у картографији су цртице или линије које се цртају у правцу највећег пада земљишта, тј. управно на правац изохипсе. Оне својом дужином и дебљином изражавају нагиб земљишта, а положајем и распоредом његов облик. Овај метод први је научно развио аустријски картограф Леман.